# Jasmin Schornberg
Jasmin Schornberg (Lippstadt, 7 d'abril de 1986) és una esportista alemanya que competeix en piragüisme en la modalitat d'eslalon, guanyadora de 8 medalles al Campionat Mundial de Piragüisme en Eslalon entre els anys 2006 i 2013, i 6 medalles al Campionat Europeu de Piragüisme en Eslalon entre els anys 2007 i 2016.

## Palmarès internacional
| Campionat del món | Campionat del món               | Campionat del món | Campionat del món |
| Any               | Lloc                            | Medalla           | Competició        |
| ----------------- | ------------------------------- | ----------------- | ----------------- |
| 2006              | Praga ( Txèquia)                | 3                 | K1 per equips     |
| 2007              | Foz do Iguaçu ( Brasil)         | 1                 | K1 per equips     |
| 2009              | La Seu d'Urgell ( Espanya)      | 1                 | K1 individual     |
| 2009              | La Seu d'Urgell ( Espanya)      | 3                 | K1 per equips     |
| 2010              | Ljubljana ( Eslovènia)          | 2                 | K1 per equips     |
| 2011              | Bratislava ( Eslovàquia)        | 3                 | K1 per equips     |
| 2013              | Praga ( Txèquia)                | 2                 | K1 per equips     |
| 2013              | Praga ( Txèquia)                | 3                 | K1 individual     |
| Campionat Europeu |                                 |                   |                   |
| Any               | Lloc                            | Medalla           | Competició        |
| 2007              | Liptovský Mikuláš ( Eslovàquia) | 1                 | K1 per equips     |
| 2008              | Cracòvia ( Polònia)             | 1                 | K1 per equips     |
| 2009              | Nottingham ( Regne Unit)        | 3                 | K1 per equips     |
| 2010              | Bratislava ( Eslovàquia)        | 1                 | K1 per equips     |
| 2012              | Augsburg ( Alemanya)            | 1                 | K1 per equips     |
| 2016              | Liptovský Mikuláš ( Eslovàquia) | 2                 | K1 per equips     |